# Haláčovce
Haláčovce és un poble i municipi d'Eslovàquia que es troba a la regió de Trenčín. La primera menció escrita de la vila es remunta al 1407.

## Demografia
| Godina             | 1994 | 2004    | 2014    | 2024   |
| ------------------ | ---- | ------- | ------- | ------ |
| Nombre de persones | 285  | 322     | 367     | 349    |
| Diferència         |      | +12,98% | +13,97% | −4,90% |

| Godina             | 2023 | 2024   |
| ------------------ | ---- | ------ |
| Nombre de persones | 351  | 349    |
| Diferència         |      | −0,56% |